# Gabriel Álvez
Gabriel Álvez (Montevideo, Uruguay, 26 de diciembre de 1974) es un exfutbolista uruguayo que jugaba de delantero.

## Selección nacional

### Participaciones en Copa América
| Copa              | Sede     | Resultado  |
| ----------------- | -------- | ---------- |
| Copa América 1999 | Paraguay | Subcampeón |

## Clubes
| Club              | País      | Año       |
| ----------------- | --------- | --------- |
| Defensor Sporting | Uruguay   | 1993-1995 |
| Independiente     | Argentina | 1995-1997 |
| Nacional          | Uruguay   | 1998-2000 |
| Olympiacos        | Grecia    | 2000-2002 |
| Nacional          | Uruguay   | 2003      |
| Pachuca           | México    | 2003-2004 |
| Monarcas Morelia  | México    | 2004      |
| Nacional          | Uruguay   | 2005      |
| Bella Vista       | Uruguay   | 2006      |
| Junior            | Colombia  | 2007      |
| Real Cartagena    | Colombia  | 2007      |
| Bella Vista       | Uruguay   | 2008      |
| Fénix             | Uruguay   | 2009      |
| El Tanque Sisley  | Uruguay   | 2010-2011 |
| Rampla Juniors    | Uruguay   | 2012      |

## Palmarés
| Títulos             | Club     | País    | Año       |
| ------------------- | -------- | ------- | --------- |
| Torneo Apertura     | Nacional | Uruguay | 1998      |
| Torneo Clausura     | Nacional | Uruguay | 1998      |
| Campeonato Uruguayo | Nacional | Uruguay | 1998      |
| Torneo Apertura     | Nacional | Uruguay | 1999      |
| Liguilla            | Nacional | Uruguay | 1999      |
| Torneo Apertura     | Nacional | Uruguay | 2000      |
| Campeonato Uruguayo | Nacional | Uruguay | 2000      |
| Torneo Apertura     | Nacional | Uruguay | 2003      |
| Torneo Apertura     | Pachuca  | México  | 2003      |
| Campeonato Uruguayo | Nacional | Uruguay | 2005      |
| Campeonato Uruguayo | Nacional | Uruguay | 2005/2006 |

| Títulos                | Club          | País   | Año  |
| ---------------------- | ------------- | ------ | ---- |
| SuperCopa Sudamericana | Independiente | Brasil | 1995 |

### Distinciones individuales
| Distinción                                         | Año  |
| -------------------------------------------------- | ---- |
| Máximo goleador del Campeonato Uruguayo (24 goles) | 1999 |